# Lekki szkielet stalowy

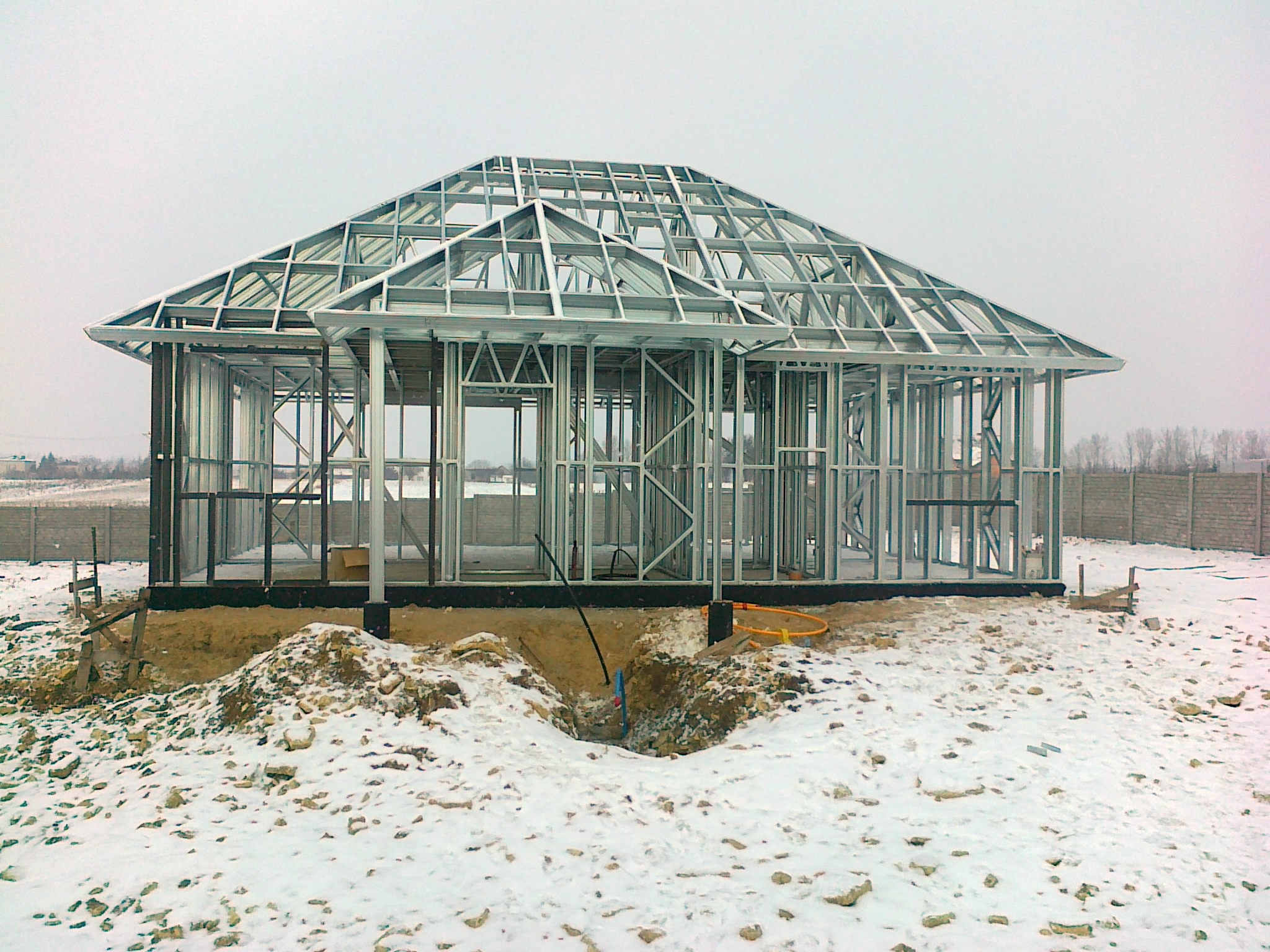
konstrukcja stalowa domu jednorodzinnego

Lekki szkielet stalowy (metalowy) – konstrukcja szkieletowa budynków, w której podstawowym materiałem stosowanym do budowy są lekkie, zimno-gięte profile z galwanizowanej stali. W Polsce do produkcji profili stosuje się stal konstrukcyjną klasy 280 lub 350, ocynkowaną ogniowo powłoką 275 g/m².

## Rodzaje budynków

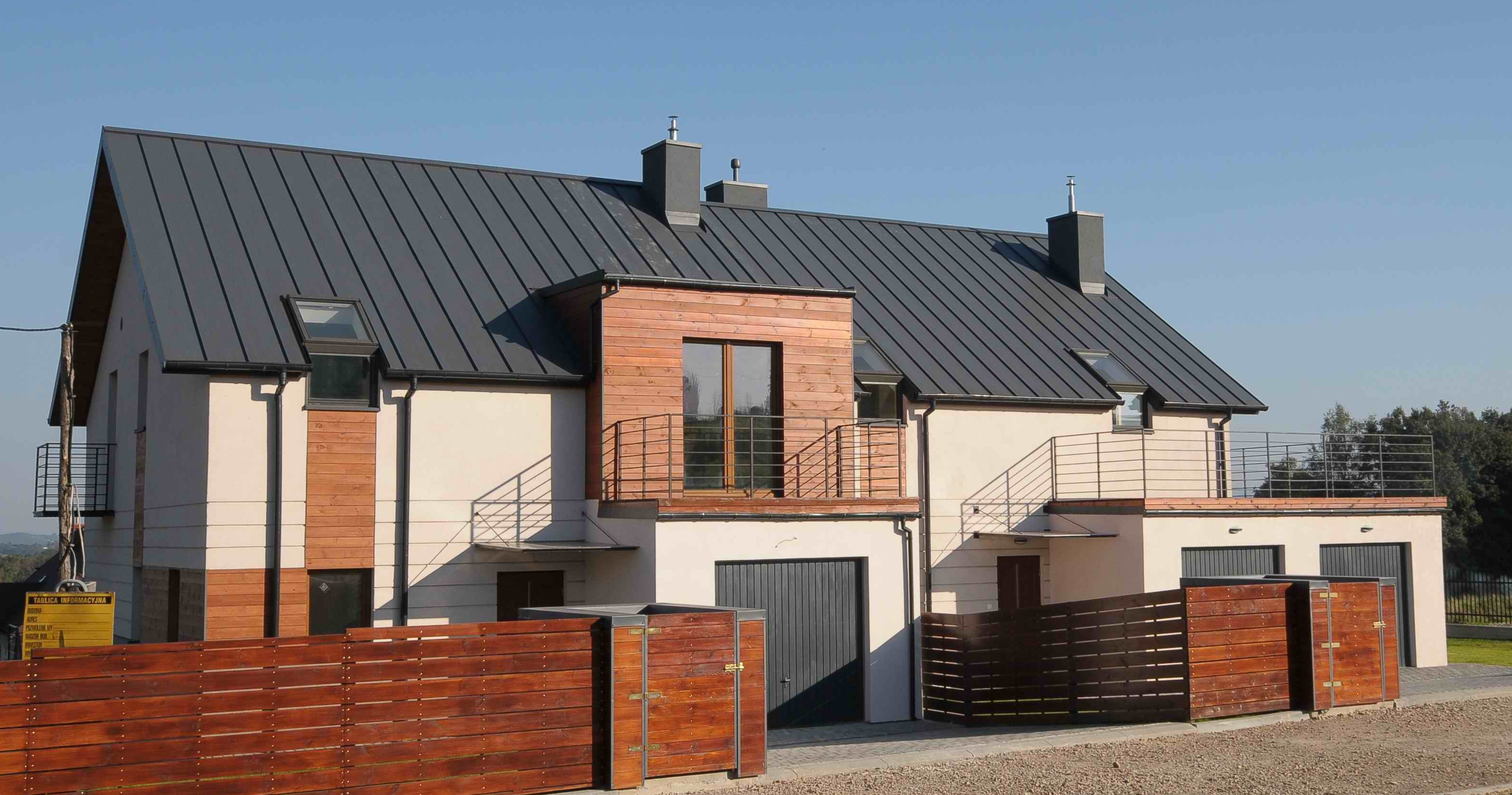
gotowy dom jednorodzinny o konstrukcji stalowej

W technologii szkieletu stalowego wznosić można dowolne typy budynków: jedno- i wielorodzinne, szkoły, szpitale, obiekty handlowe, przemysłowe, magazynowe. Obiekty mogą mieć do 4 kondygnacji, maksymalna wysokość ścian to 6 m, rozpiętość stropów do 12 m. W przypadku łączenia szkieletu stalowego z konstrukcją nośną żelbetową szkielet stalowy służy do wykonania ścian osłonowych, ścian działowych, konstrukcji dachu. W takim przypadku wymiary budynku są dowolne.

## Nadbudowy
Ze względu na lekkość i wytrzymałość konstrukcji szkielet stalowy można stosować do wykonywania nadbudowy na istniejących budynkach. W przypadku nadbudowy istotne znaczenie mają materiały oraz rozwiązania konstrukcyjne (technologie) zapewniające spełnienie warunków wytrzymałościowych przy konkretnych warunkach gruntowych i możliwości tylko niewielkiego dociążenia istniejących fundamentów. Szkielet stalowy mocowany jest do fundamentów lub elementów żelbetowych istniejących budynków (wieńców) za pomocą kotew wklejanych lub rozporowych, taśm kotwiących albo gwoździ wstrzeliwanych.

## Technologia
Produkcja profili jest prefabrykowana, co zapewnia jednolitą jakość materiału. Następnie profile łączone są w fabryce za pomocą nitów lub śrub samowiercących w panele i kratownice. Gotowe elementy dostarczane są na plac budowy i tam łączone w całość na przygotowanym wcześniej fundamencie.
Do wykończenia budynków stosować można dowolne rodzaje pokrycia dachu, materiałów izolacyjnych (wełna mineralna, styropian, pianka poliuretanowa), elewacyjnych (tynk, ceramika, płyty warstwowe, drewno) i wykończeniowych (płyty cementowe, kartonowo-gipsowe, gipsowo-włóknowe). Instalacje wykonywane są w wylewkach i przestrzeni pomiędzy profilami stalowymi w ścianach i stropach.
W wyniku znaczącego stopnia prefabrykacji czas budowy jest krótki. Konstrukcja domu jednorodzinnego wznoszona jest w 1 tydzień, cały dom pod klucz w 2 – 4 miesiące.